# 이노세 나오키

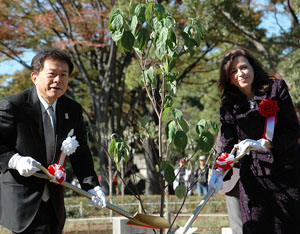
이노세 나오키와 미국 국무차관 타라 소넨샤인(요요기 공원, 2012년)

이노세 나오키(일본어: 猪瀨 直樹, 1946년 11월 20일 ~ )는 일본의 작가이자 정치인으로 전직 도쿄도지사이다. 이시하라 신타로의 사퇴로 실시된 도쿄도지사 보궐선거에서 2위 후보를 300만여표 차이로 꺾고 당선되었다.
2013년 4월, 2020년 하계올림픽 유치경쟁국가인 터키를 종교에 빗대어 비하하는 듯한 발언을 해 논란이 되었었으나 사과하였고 터키가 이를 받아들임에 따라 일단락되었지만, 2013년 12월 19일 비리의혹으로 자진사퇴하게 된다.

## 역대 선거 결과
|  | 65.27% |

|  | 14.8% |